# L
L är den tolfte bokstaven i det moderna latinska alfabetet.

## Betydelser

### Versalt L
- Talet 50 med romerska siffror.
- Auktorsnamn för Linné, betecknande att en art beskrivits och namngivits av denne – "Blåbär (Vaccinium myrtillus L.)". Carl von Linné är den ende som internationellt betecknas med en enda bokstav på detta sätt.
- Nationalitetsbeteckning för motorfordon från Luxemburg.
- Inom bibliotekens klassifikationssystem SAB beteckning för biografi med genealogi, se SAB:L.
- Tidigare länsbokstav, för det förutvarande Kristianstads län.
- Den statistiska kategorin förlust i baseboll.
- Partiförkortning för Liberalerna.

### Gement l
- Förkortning för volymenheten liter.
- I IPA-alfabetet en alveolar lateral approximant.
- Förkortning av latinets liquidus som beskriver ett flytande ämne och som skrivs efter kemiska beteckningar. (ex. H₂O(l) )

## Historia
Bokstaven L motsvaras av den grekiska bokstaven lambda, som i sin tur härstammar från den feniciska bokstaven "lamedh", vilken ursprungligen föreställde en stav, som man drev fram boskap med, eller en herdestav.

## Datateknik
I datorer lagras L samt förkomponerade bokstäver med L som bas och vissa andra varianter av L med följande kodpunkter:
| Unicode | Gemen |                                                | Unicode | Versal |                                                  | Används bl.a. i följande språk                                         |
| ------- | ----- | ---------------------------------------------- | ------- | ------ | ------------------------------------------------ | ---------------------------------------------------------------------- |
| U+006C  | l     | LATIN SMALL LETTER L                           | U+004C  | L      | LATIN CAPITAL LETTER L                           | de flesta där latinskt alfabet används                                 |
| U+02E1  | ˡ     | MODIFIER LETTER SMALL L                        |         |        |                                                  |                                                                        |
| U+013A  | ĺ     | LATIN SMALL LETTER L WITH ACUTE                | U+0139  | Ĺ      | LATIN CAPITAL LETTER L WITH ACUTE                | slovakiska                                                             |
| U+013E  | ľ     | LATIN SMALL LETTER L WITH CARON                | U+013D  | Ľ      | LATIN CAPITAL LETTER L WITH CARON                | slovakiska                                                             |
| U+013C  | ļ     | LATIN SMALL LETTER L WITH CEDILLA              | U+013B  | Ļ      | LATIN CAPITAL LETTER L WITH CEDILLA              | lettiska, liviska                                                      |
| U+1E37  | ḷ     | LATIN SMALL LETTER L WITH DOT BELOW            | U+1E36  | Ḷ      | LATIN CAPITAL LETTER L WITH DOT BELOW            |                                                                        |
| U+1E39  | ḹ     | LATIN SMALL LETTER L WITH DOT BELOW AND MACRON | U+1E38  | Ḹ      | LATIN CAPITAL LETTER L WITH DOT BELOW AND MACRON |                                                                        |
| U+1E3D  | ḽ     | LATIN SMALL LETTER L WITH CIRCUMFLEX BELOW     | U+1E3C  | Ḽ      | LATIN CAPITAL LETTER L WITH CIRCUMFLEX BELOW     |                                                                        |
| U+1E3B  | ḻ     | LATIN SMALL LETTER L WITH LINE BELOW           | U+1E3A  | Ḻ      | LATIN CAPITAL LETTER L WITH LINE BELOW           |                                                                        |
| U+0142  | ł     | LATIN SMALL LETTER L WITH STROKE               | U+0141  | Ł      | LATIN CAPITAL LETTER L WITH STROKE               | polska, dogrib, högsorbiska, lågsorbiska, kasjubiska, kantyli          |
| U+0140  | ŀ     | LATIN SMALL LETTER L WITH MIDDLE DOT           | U+013F  | Ŀ      | LATIN CAPITAL LETTER L WITH MIDDLE DOT           | katalanska, <U+006C, U+00B7> (l·) resp. <U+004C, U+00B7> (L·) föredras |
| U+2114  | ℔     | L B BAR SYMBOL                                 |         |        |                                                  | symbol, skålpund, föregångare till # och £                             |
| U+0023  | #     | NUMBER SIGN                                    |         |        |                                                  | symbol, nummertecken                                                   |
| U+00A3  | £     | POUND SIGN                                     |         |        |                                                  | valutasymbol, pund                                                     |
| U+20a4  | ₤     | POUND SIGN                                     |         |        |                                                  | valutasymbol, lire eller (pund)                                        |

I ASCII-baserade kodningar lagras L med värdet 0x4C (hexadecimalt), l med värdet 0x6C (hexadecimalt) och # med värdet 0x23 (hexadecimalt).
I EBCDIC-baserade kodningar lagras L med värdet 0xD3 (hexadecimalt), l med värdet 0x93 (hexadecimalt) och # med värdet 0x7B (hexadecimalt).
Övriga varianter av L lagras med olika värden beroende på vilken kodning som används, om de alls kan representeras.